# Cardamine decumbens
Cardamine decumbens är en korsblommig växtart som beskrevs av François Marius Barnéoud. Cardamine decumbens ingår i släktet bräsmor, och familjen korsblommiga växter. Inga underarter finns listade i Catalogue of Life.